# 斯科特斯伯格角
63°55′S 60°49′W / 63.917°S 60.817°W
斯科特斯伯格角（瑞典語：Skottsberg），是南極洲的海岬，位於帕默群島的特里尼蒂島，由瑞典探險隊發現，以隨隊的植物學家命名，現時由南極條約體系管理。